# Clinteria pantherina
Clinteria pantherina är en skalbaggsart som beskrevs av Charles Christopher Parry 1848. Clinteria pantherina ingår i släktet Clinteria och familjen Cetoniidae. Inga underarter finns listade i Catalogue of Life.